# Jacob Yator
Jacob Kiplagat Yator (5 augustus 1982) is een Keniaanse langeafstandsloper, die gespecialiseerd is in de halve marathon en de marathon.

## Loopbaan
In 2005 won Yator de Málaga-Halbmarathon en werd hij vierde bij de halve marathon van Nairobi. In 2006 werd hij zesde op de marathon van de Gemenebestspelen in Melbourne. Twee jaar later werd hij twintigste op de marathon van Parijs.
Zijn grootste succes behaalde Yator in 2009 met het winnen van de marathon van Enschede. Met zijn eindtijd van 2:09.02 verbeterde hij het parcoursrecord van de wedstrijd en incasseerde hiermee een geldbedrag van 20.000 euro, omdat zijn tijd tevens onder de 2 uur en 10 minuten lag. Een jaar later gaf hij de organisatie advies hoe het parcours nog verder te versnellen. De winst ging dat jaar naar John Kelai met een tijd van 2:12.17 en zelf werd hij derde in 2:12.43.

## Persoonlijke records
| Onderdeel      | Prestatie | Datum         | Plaats   |
| -------------- | --------- | ------------- | -------- |
| 10 km          | 28.25     | 8 maart 2009  | Verbania |
| 15 km          | 43.08     | 8 maart 2009  | Verbania |
| halve marathon | 1:00.43   | 8 maart 2009  | Verbania |
| marathon       | 2:09.02   | 26 april 2009 | Enschede |

## Palmares

### halve marathon
- 2005:  halve marathon van Málaga - 1:01.48
- 2005:  halve marathon van San Sebastian
- 2005: 4e halve marathon van Nairobi - 1:02.27
- 2006: 7e halve marathon van Nairobi - 1:02.41
- 2007:  halve marathon van Barcelona - 1:01.10
- 2007:  halve marathon van Praag - 1:01.20
- 2007:  La Laguna Half Marathon - 1:02.07
- 2007:  Route du Vin - 1:01.13
- 2008:  halve marathon van Barcelona - 1:01.19
- 2008:  halve marathon van Parijs - 1:01.09
- 2009:  halve marathon van Lago-Maggiore - 1:00.43

### marathon
- 2006: 6e Gemenebestspelen in Melbourne - 2:17.31
- 2007: 5e marathon van Lahore - 2:16.51
- 2008: 20e marathon van Parijs - 2:12.53
- 2009:  marathon van Enschede - 2:09.02
- 2009: 5e JoongAng Seoul Marathon - 2:11.33
- 2010:  marathon van Enschede - 2:12.43